# Lago d'Allos
Il lago d'Allos (2.230 m - in francese lac d'Allos) è un lago naturale della Francia.

## Descrizione

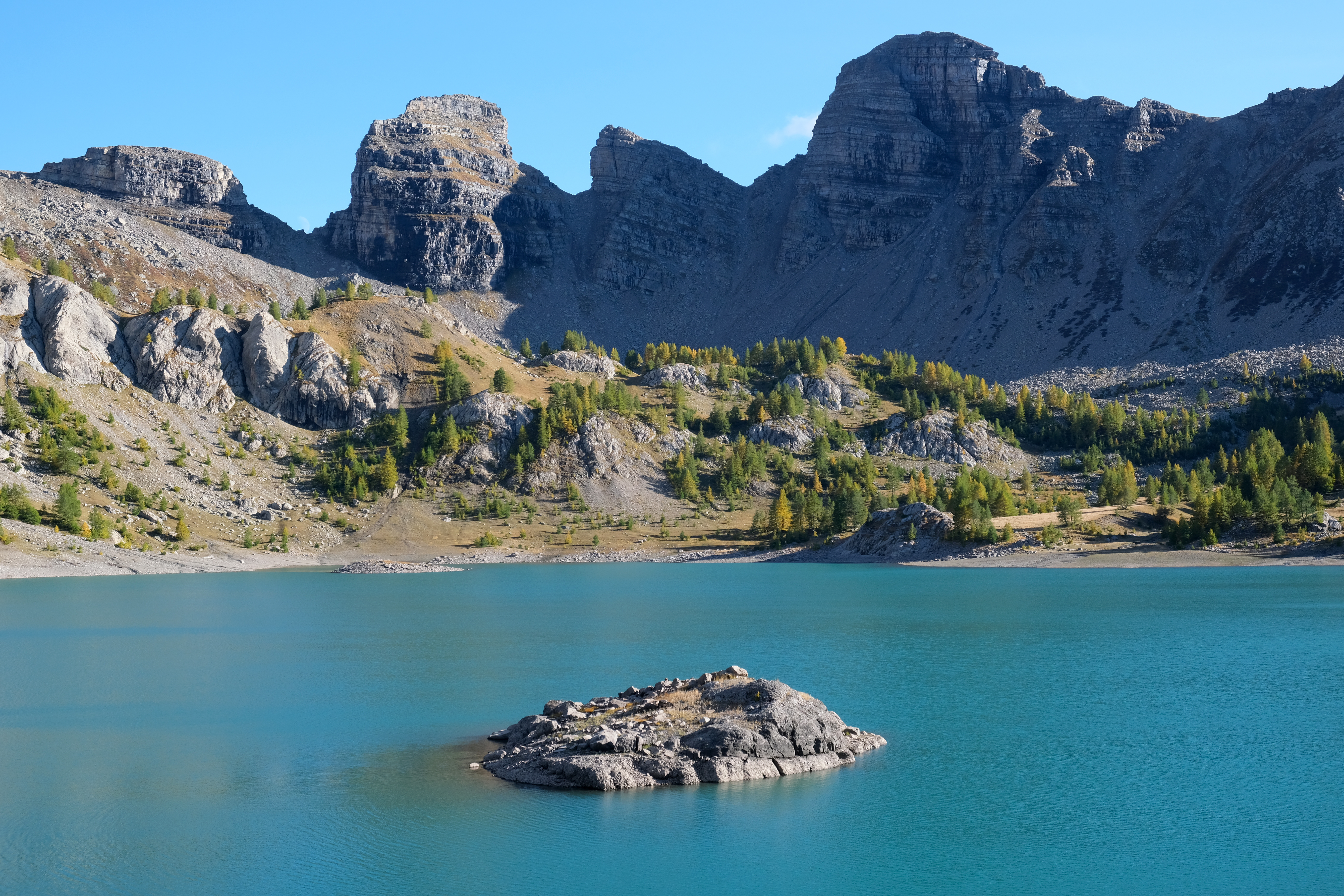
Vista del lago.

Il lago si trova nel dipartimento delle Alpi dell'Alta Provenza. È collocato nella valle dell'Ubaye, nel cuore del parco nazionale del Mercantour ai piedi del monte Pelat.
Il lago, di origine glaciale, è il più grande lago naturale di altitudine d'Europa.